# 정자초등학교 (전남)
정자초등학교는 대한민국 전라남도 완도군 보길면 정자길 14(정자리)에 있었던 초등학교이다.

## 연혁
- 일자미상 보길국민학교 정자분교 설립 인가
- 1973년 10월 10일 정자분교장 개교, 도서벽지학교 '을'급 지정
- 일자미상 정자국민학교 승격 인가
- 1979년 12월 9일 정자국민학교 승격 분리
- 1986년 1월 1일 도서벽지학교 '다'급 조정
- 1996년 3월 1일 정자초등학교 개편
- 1999년 3월 1일 폐교 및 보길초등학교 통폐합